# Jordaan Everhard van Rheden
Jordaan Everhard van Rheden (Arnhem, 16 december 1822 - Utrecht, 7 februari 1890), was een onderwijzer en amateurfotograaf.
De vele foto's die Van Rheden maakte van zichzelf, zijn familie, kennissen, leerlingen en zijn woonplaatsen geven een uniek beeld van het leven en werken in het 19e-eeuwse Utrecht en Wijk bij Duurstede. Ze vormen bovendien een aanvulling op het levensverhaal dat uit de schaarse teksten over Van Rheden op te maken is.

## Levensloop
Jordaan Everhard van Rheden werd op 16 december 1822 te Arnhem geboren als zoon van Hendrik Willem van Rheden en Derkje Steenbeek.
Hij rondde in 1839 zijn middelbare school in zijn geboorteplaats af. In 1846 studeerde hij in Zutphen af als ondermeester.
Hij trouwde in 1849 in Zutphen met Hendrika Cornelia Maria Pannekoek (1818-1884). Uit dit huwelijk zouden drie kinderen voortkomen: Sara (1850-1899), Henrietta (1857-1926), en Cornelia (1862-1863). De laatste telg zou echter het eerste levensjaar niet volmaken.

J. E. van Rheden vestigde zich met zijn gezin in het huis De Wereld, een grote woning aan de Oudegracht in Utrecht. Hij leidde als hoofdonderwijzer een kostschool in de stad. Zijn vrouw zou zich eveneens bekwamen in het onderwijs en was in de loop van de jaren een steun voor Van Rhedens school. 

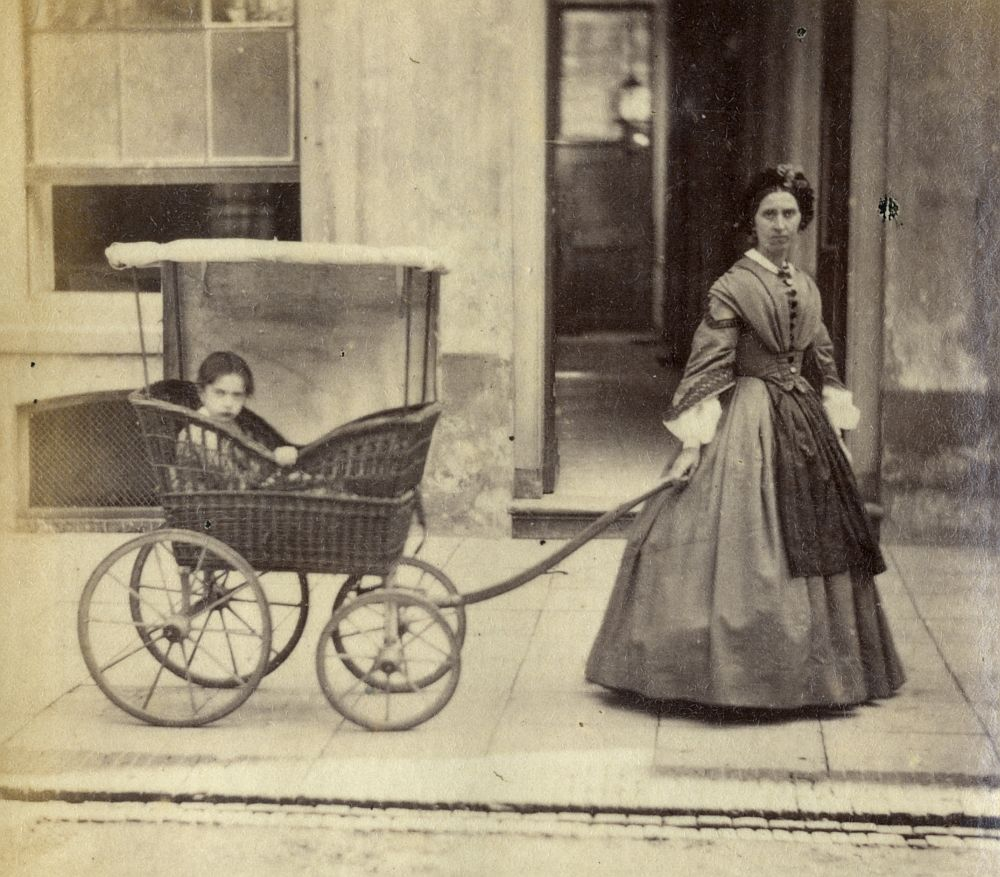
Een van de allereerste foto's van Van Rheden: Henriette, zijn tweede dochter, een kleine zes jaar oud in een kinderwagen, getrokken door Anna Maria Jacoba Nieuwpoort. Zij woonde vermoedelijk als kostgangster enkele jaren in bij de familie Van Rheden.

Van Rheden begon rond 1863 met stereofotografie, hetgeen een voor die tijd ongewone hobby was. Hij volgde daarvoor in de zomer van 1863 lessen bij de Utrechtse beeldhouwer en vakfotograaf Edouard François Georges. Van Rheden fotografeerde vooral familie, vrienden, leerlingen en collega's. Hij heeft ook eens de Oudegracht vanaf het dak van zijn woning gefotografeerd. Met name hun huis aan de Oudegracht in Utrecht en later ook de straten in de omgeving van de onderwijzerswoning in Wijk bij Duurstede werden door zijn fotografie voor het eerst op de gevoelige plaat vastgelegd.
In 1870 werd Van Rheden hoofdonderwijzer en directeur van de kostschool voor jongens in Wijk bij Duurstede. Hij verhuisde derhalve met zijn familie naar een grote onderwijzerswoning aldaar in het Klooster, heden de Kloosterleuterstraat.

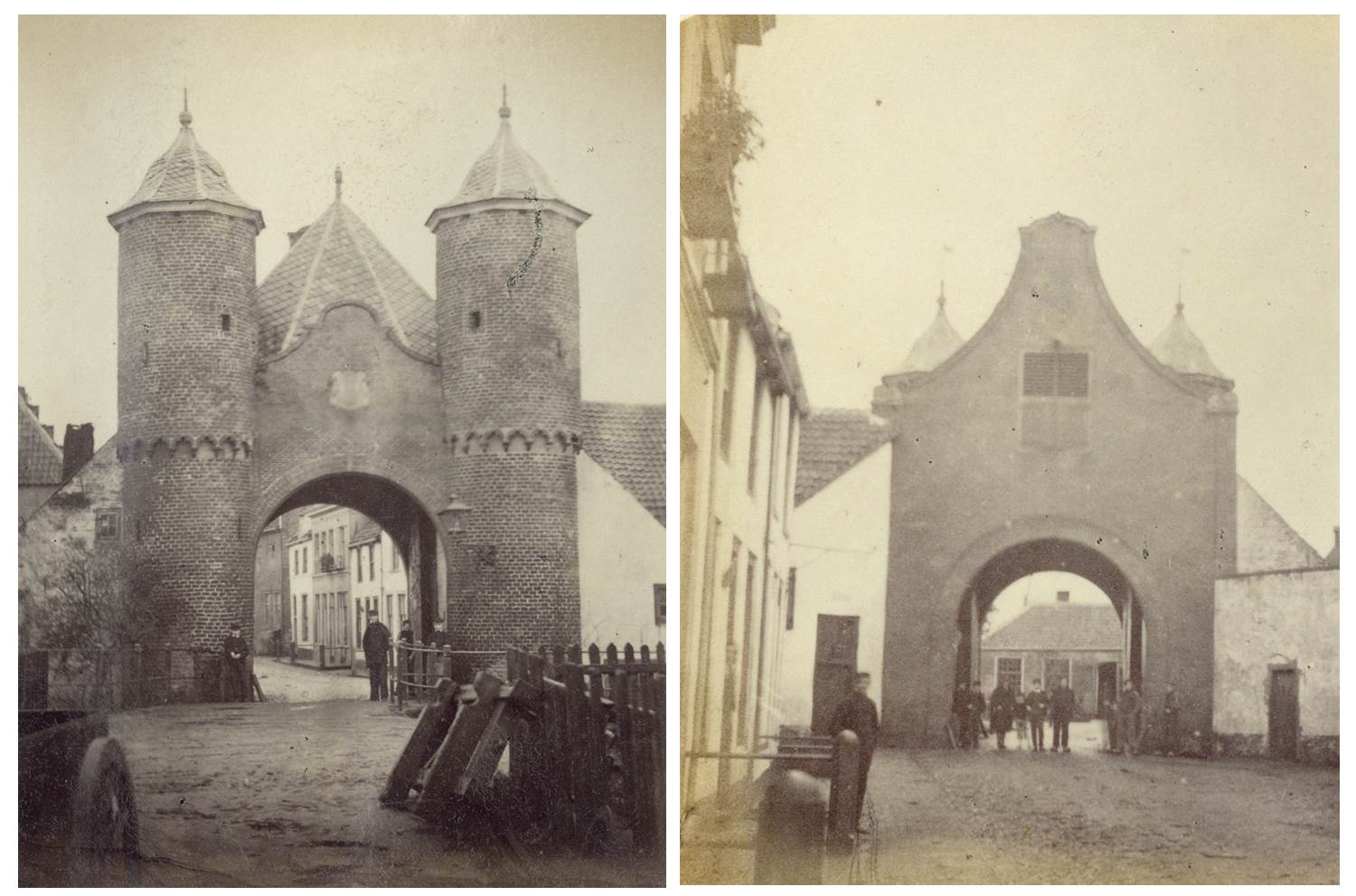
De Duursteedse Veldpoort in het najaar van 1870, gefotografeerd door Van Rheden.

Hij ging hier aanvankelijk enthousiast verder met de stereofotografie. Door zijn foto's in de herfst van 1870 zijn de exacte beelden bewaard gebleven van hoe de middeleeuwse Veldpoort in Wijk bij Duurstede er in zijn laatste dagen uitzag. Het jaar daarop zou de poort vanwege de bouwvallige staat gesloopt worden en dientengevolge uit het stadsbeeld verdwijnen.
In de erop volgende jaren maakte Van Rheden nog tientallen foto's van straten (met name het Kerkstraatje, de Peperstraat en de Mazijk) en gebouwen in de omgeving, zoals de onderwijzerswoning en de Grote Kerk. Ook hier fotografeerde hij vaak zichzelf, zijn familie en zijn leerlingen.

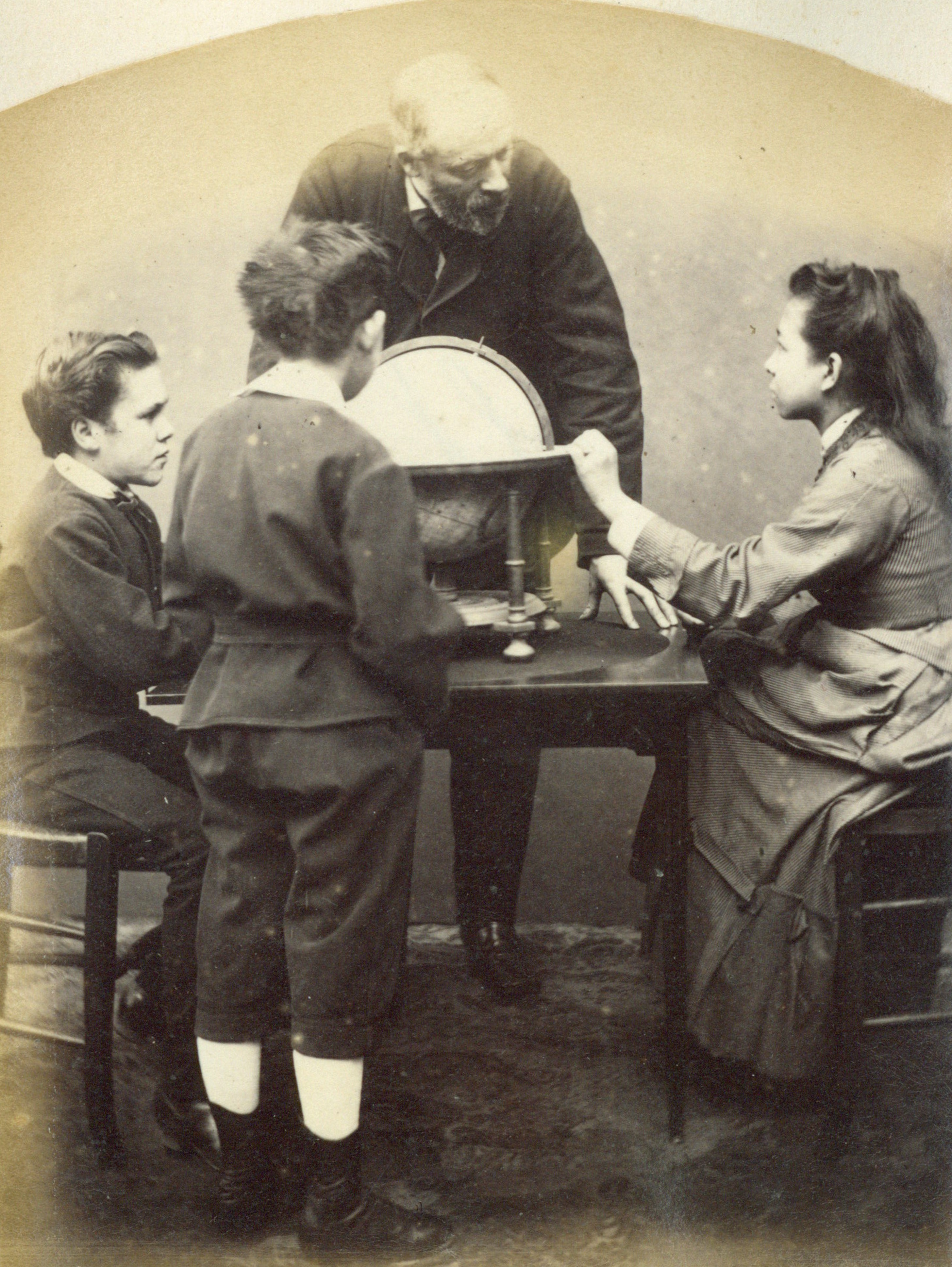
1876: Zelfportret van Van Rheden die aardrijkskundeles geeft aan drie leerlingen die bij hem in de kost waren: zij behoorden tot de familie Court en waren in 1871 uit Java gekomen voor lagere schoolonderwijs.

De kostschool leed echter onder de concurrentie van de Hogere Burgerscholen in de omgeving: het aantal scholieren daalde gestaag. Uiteindelijk kon de hulponderwijzer niet meer betaald worden. In 1876 moest Van Rheden ook het fotograferen staken.
In 1879 verhuisde familie Van Rheden terug naar Utrecht. Zijn vrouw overleed aldaar in 1884. J.E. van Rheden volgde haar in 1890.

## Stereofotografie

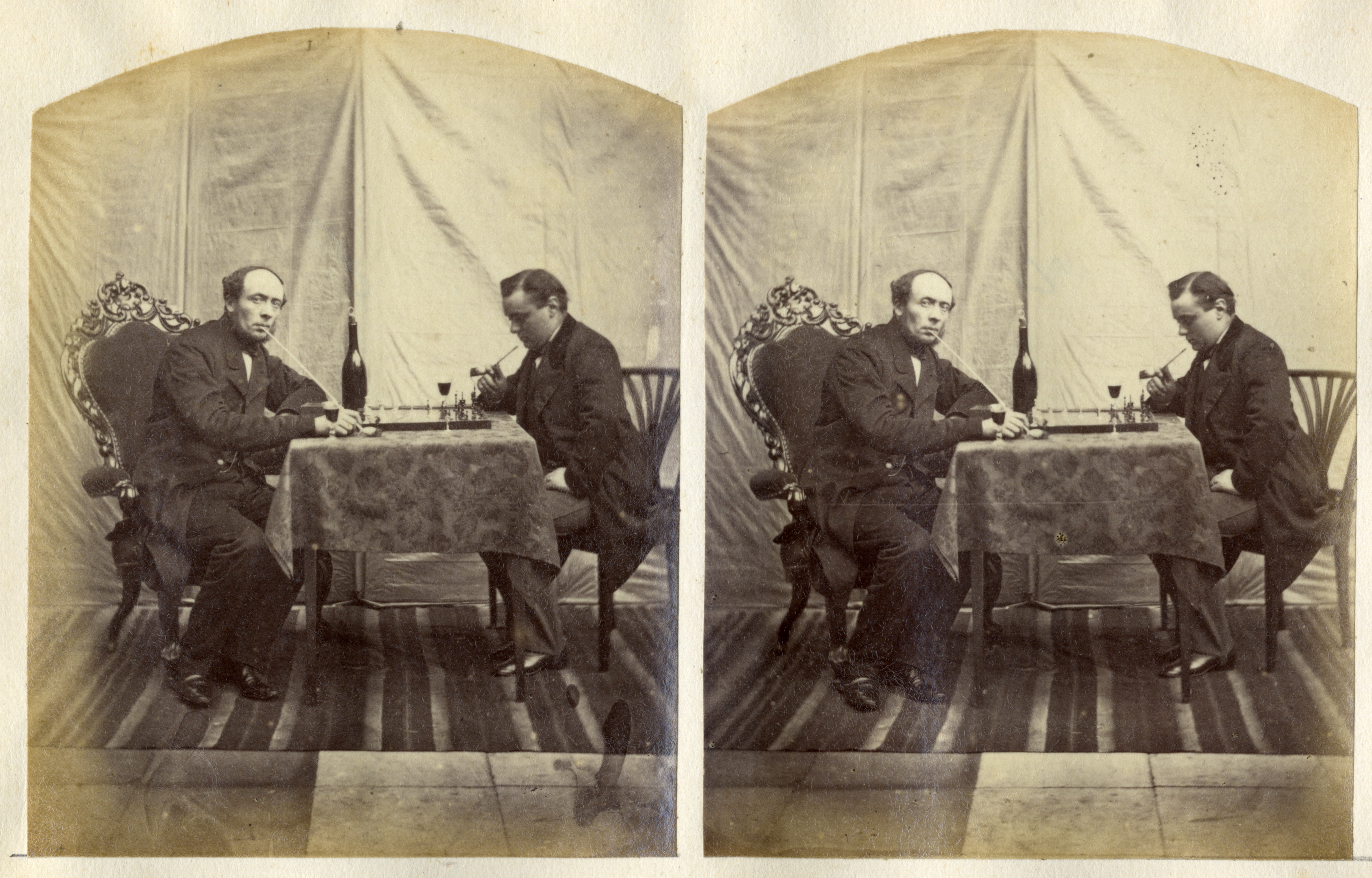
Zelfportret uit 1864 van een 42-jarige J.E. van Rheden, schakend met een van zijn hulponderwijzers. Dit is een complete stereofoto waar beide afbeeldingen met dezelfde voorstelling vanuit een iets andere hoek te zien zijn.

Wanneer met een stereocamera gemaakte 'stereofoto's' met een stereokijker bekeken worden, ziet men diepte. Stereofotografie is hiermee de voorloper van 3D-films die anderhalve eeuw later in de ontwikkeling kwamen.
Met de uitvinding van stereofotografie halverwege de negentiende eeuw was Jordaan Everhard van Rheden een van de eersten die deze toen snel populair wordende techniek gebruikte. Als amateurfotograaf was hij bijzonder productief: in de periode van 1863 tot 1876 heeft hij honderden stereofoto's gemaakt die heden nog te zien zijn (zie Externe links hieronder). Zijn werk deed bovendien nauwelijks onder van die van een professionele fotograaf: "Slechts een enkele keer verraadt zich de hand van de amateur: door een scheve horizon, een onbedoeld het beeld doorsnijdend raamwerk of een te royaal uitgevallen voorgrond." Zijn oeuvre is dan ook dankbaar onderwerp van onderzoek naar (3D-) fotografie en van historici die een beeld willen hebben van het (gezins-) leven, werk en gebouwde omgeving in de negentiende eeuw.
Met een stereocamera is de belichtingstijd korter dan die van een gewone camera. Wanneer een fotoportret met een gewone camera gemaakt werd, gaf de fotograaf de te portretteren persoon vaak een hoofdsteun om beweging tijdens belichtingstijd te voorkomen. Met een stereocamera was dit niet nodig en leidde dit tot natuurlijkere foto's, wat blijkt uit Van Rhedens portretfoto's. Wel moesten stereofoto's in de hoeken en randen afgeknipt worden omdat deze niet goed belicht waren. Evenals professionele fotografen gebruikte hij voor portretfoto's voor toendertijd typische attributen en in dezelfde opstellingen, zoals gespannen doeken op de achtergrond, rijk bewerkte houten stoelen, boeken. Als amateur gebruikte hij hiervoor attributen uit zijn huisraad.

## Maatschappelijke functies
- Regent van het Ewoud en Elisabeth gasthuis te Duurstede.[24]
- Lid van het Maatschappij tot Nut van 't Algemeen.[24]

## Publicaties
- "Nalezing op de verbetering van No.1 der foutive opstellen voorkomende in het Magazijn van Nederlandsche Taalkunde, 1e jaar, pag. 229.", Magazijn van Nederlandsche Taalkunde, 1e jaargang, 1847, pp. 254-256.

## Varia

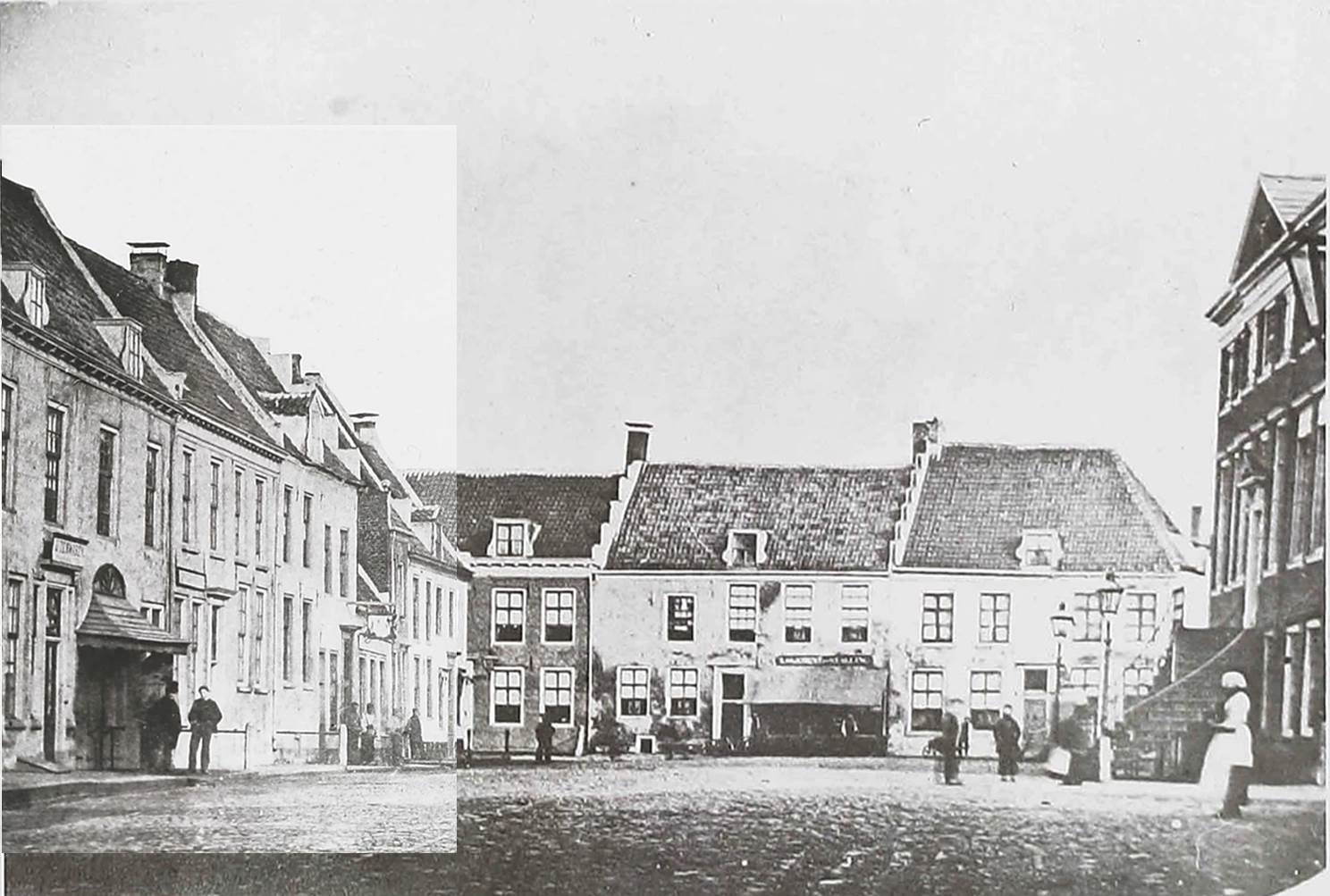
Foto van de Markt in Wijk bij Duurstede uit ca 1850. Mogelijk de alleroudste foto met een stadszicht van Wijk bij Duurstede. Fotograaf onbekend.

- Foto van de Markt in Wijk bij Duurstede uit ca 1850. Mogelijk de alleroudste foto met een stadszicht van Wijk bij Duurstede. Fotograaf onbekend.[25]Hoewel het gros van de oudste foto's van Wijk bij Duurstede van Van Rhedens hand waren, was hij niet de enige fotograaf in Duurstede en waarschijnlijk niet de eerste, in tegenstelling tot de claim dat Van Rhedens foto van de Veldpoort de oudste foto is die in Wijk bij Duurstede is gemaakt.[15] Dit is onzeker gezien het bestaan van de foto hiernaast met de Markt in Wijk bij Duurstede, met een geschatte datering van halverwege de negentiende eeuw.
- Van Rheden was een leeftijdsgenoot van  Willem Verbeek, die halverwege de negentiende eeuw van Wijk bij Duurstede de bakermat van het schaken in de regio maakte. Hoewel beide bekende figuren gedurende Van Rhedens  verblijf in Duurstede (1870-1879) dicht bij elkander woonden, een gemeenschappelijke interesse in het schaken leken te hebben en sociaalmaatschappelijk bewogen waren, is niet bekend of dat de twee mannen iets met elkander te maken gehad hebben. Dit is mogelijk het gevolg van het feit dat Duurstede in die tijd sterk verzuild was waarbij Van Rheden meer in de gereformeerde en Verbeek in de Katholieke sfeer vertoefde: hoewel Verbeek  ontvankelijk was naar andersdenkenden, leidde de verschillen in religieuze en politieke overtuigingen tot scherpe scheidingen in de kleine  gemeenschap van Wijk bij Duurstede.[24][26]